# Mim de sabana
El mim de sabana (Mimus gilvus) és un ocell de la família dels mímids (Mimidae).

## Hàbitat i distribució
Habita zones obertes amb arbres i matolls i medi urbà de les terres baixes al vessant mexicà del Golf de Mèxic i Guatemala, Belize i Hondures, incloent les terres baixes del Pacífic. Antilles Menors des de Guadalupe i Antigua. També a Colòmbia, Guaiana i l'extrem nord i est del Brasil.